# Ulalume

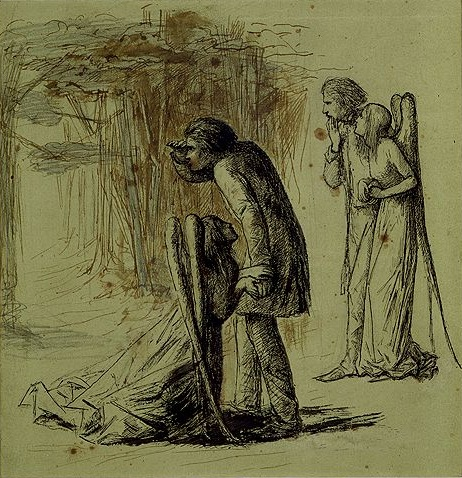
Ulalume como fue ilustrado por Dante Gabriel Rossetti, circa 1847–1848.

Ulalume es un poema escrito por Edgar Allan Poe en 1847 y dedicado a su esposa Virginia Clemm. Como varios de sus poemas (por ejemplo, El cuervo, Annabel Lee y Lenore), Ulalume se centra en la pérdida de la voz poética de su mujer a causa de la muerte prematura. Originalmente, Poe escribió el poema como una obra de elocución, por lo que es conocido debido a su enfoque en el sonido. Además, incluye muchas alusiones, especialmente a la mitología, y también se ha conjeturado si la identidad de Ulalume habría estado basada en una persona real.

## Sinopsis

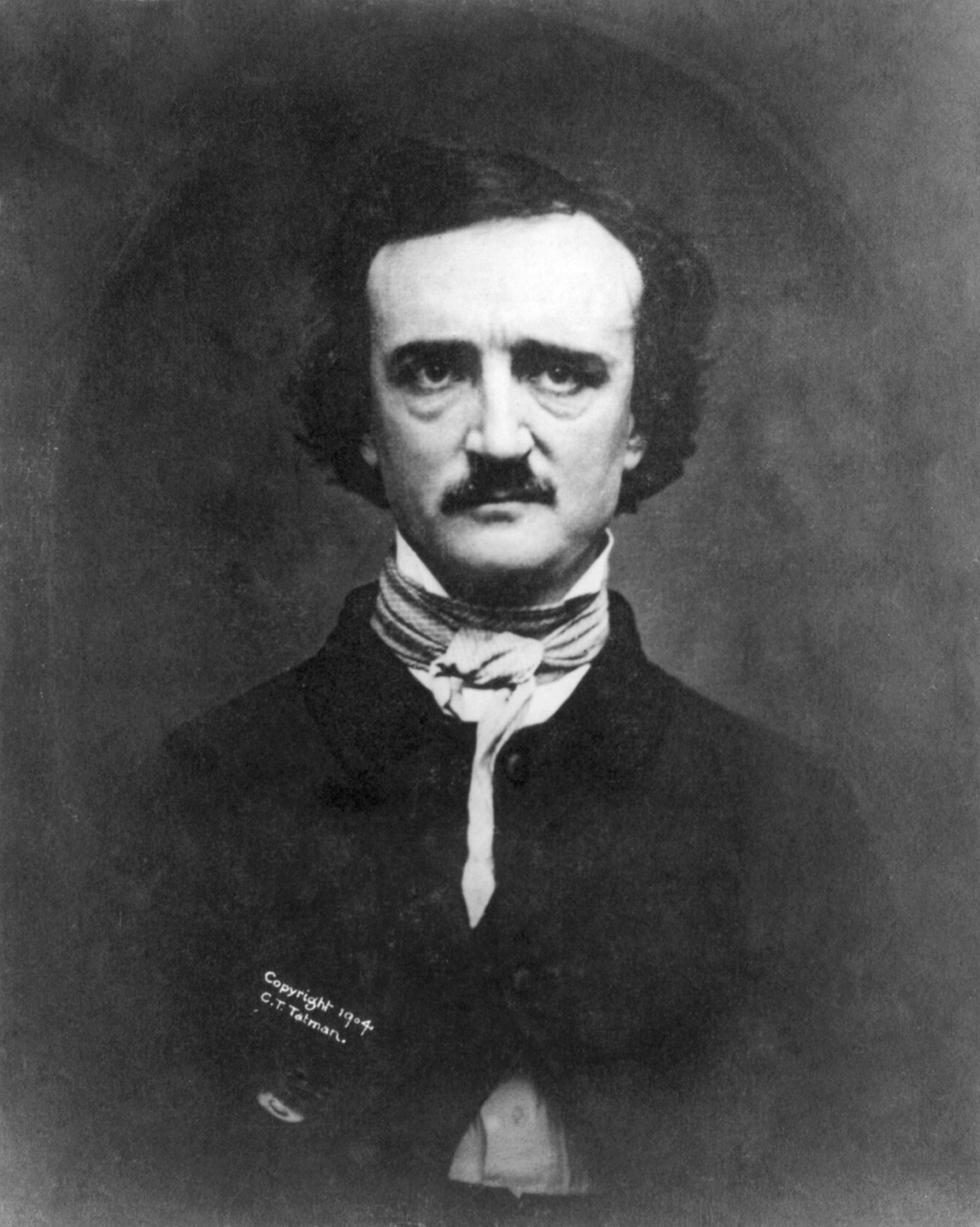
Daguerrotipo de Edgar Allan Poe (1848) tomada por W.S. Hartshorn.

El poema transcurre una noche de cielos cenicientos durante el solitario octubre, mientras las hojas se marchitan por el otoño. Con un corazón «volcánico», el poeta deambula solo con su alma, Psique, en el bosque endemoniado de Weir, junto al oscuro lago de Auber.
El narrador cuenta que allí habló con su alma, de un modo «serio y sobrio», pero que sus pensamientos estaban paralizados y marchitos, sin darse cuenta de que era octubre ni dónde estaba. Mientras transcurre la noche, emerge ante ellos la luna en cuarto creciente, Astarté, con su doble cuerno. El poeta dice entonces: «Es más tibia que Diana. (...) Ha visto que las lágrimas no están secas en estas mejillas, (...) y ha venido más allá de las estrellas de León, hacia la paz leteana de los cielos». Pero su alma aterrorizada responde: «Tristemente desconfío de esta estrella. (...) ¡Oh, no nos entretengamos! ¡Oh, vuela! ¡Déjanos volar! Lo necesitamos.»
El narrador busca entonces calmar su alma, besándola y diciéndole que deben confiar y dejarse guiar por la luz. De ese modo ambos llegan a una tumba, frente a la cual el alma dice: «¡es el sepulcro de tu perdida Ulalume!» El poeta siente su corazón volverse «ceniciento y sombrío» y llora. «¿Qué demonio me ha tentado aquí?», dándose cuenta dónde realmente estaba: en la tumba de Ulalume, en la misma noche que la había enterrado un año atrás.

## Análisis
A diferencia del poema Annabel Lee, el narrador no es consciente de su regreso a la tumba de su amada, lo que revela la dependencia del mismo hacia Ulalume y su amor. Su pérdida no solo lo deja triste, sino también absolutamente devastado y al visitar su tumba, inconscientemente se enfrenta a una mayor angustia autoinfligida. El poema se centra principalmente en la decadencia y el deterioro: las hojas se están «marchitando» y los pensamientos del narrador son «lentos». Los versos son sonoros a propósito, construidos alrededor del sonido para crear tristeza y angustia. El poema emplea el tema típico de Poe, «la muerte de una hermosa mujer», que él consideraba «el tema más poético del mundo». Varios biógrafos y críticos a menudo han sugerido que esta obsesión del autor con el tema emana de la repetida pérdida de las mujeres a lo largo de su vida, incluyendo a su madre Eliza Poe y a su madre adoptiva Frances Allan.
La identidad de Ulalume es cuestionable. Poéticamente, el nombre enfatiza el sonido «L» (aliteración), un recurso frecuente de sus personajes femeninos, como Annabel Lee, Eulalie, y Lenore. Si realmente es una amante muerta, la elección de Poe de referirse a Ulalume como «la cosa» o «el secreto» no parecerían ser términos atractivos. Ulalume podría ser una representación de la muerte en sí.

### Alusiones

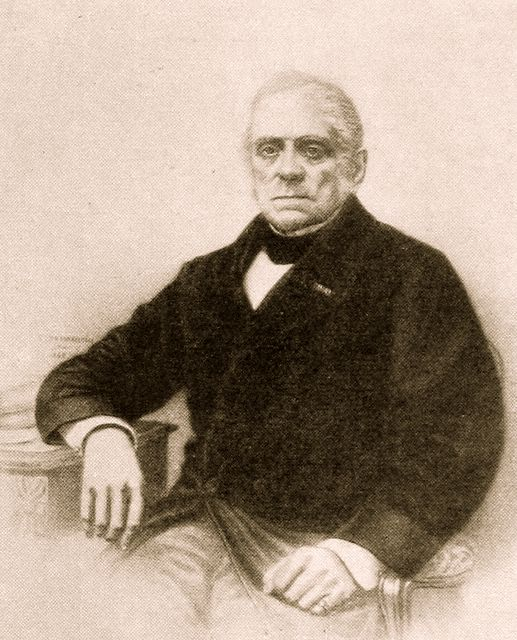
El «oscuro lago de Auber» podría ser una referencia al compositor Daniel François Esprit Auber.

Los eruditos han realizado muchas investigaciones para identificar todas las alusiones de Poe, más notablemente aquellas de Thomas Ollive Mabbott, a pesar de que muchos otros sugieren que los nombres solo se deben valorar por su sonido poético.
El narrador personifica su alma como la psique griega, lo que representa la parte irracional pero cuidadosa de su subconsciente. Es Psique quien primero se preocupa sobre el destino de su caminata y quien reconoce que han llegado a la tumba de Ulalume, amada perdida. El título en sí sugiere un gemido, del latín ululare.
La brillante estrella que ven es Astarté, una diosa asociada con Venus) y conectada con la fertilidad y la sexualidad. El «pecaminoso destelleante planeta» del verso final original es otra referencia a Venus. Astarté puede representar a una femme fatale sexual o a una visión del ideal.
El monte Yaanek, con sus «corrientes sulfurosas» en el «extremo clima del polo», ha sido identificado como el Monte Erebus, un volcán en la Antártida visto por primera vez en 1841. Sin embargo, no hay evidencia que demuestre que Poe tenía a Erebus en mente, mientras que el lugar de Yaanek estaba especificado como «en las regiones del polo boreal», lo que indica una localización ártica más que antártica.
Las referencias en el poema a Auber y Weir podrían ser de dos contemporáneos de Poe, Daniel François Esprit Auber, compositor de tristes melodías operísticas, y Robert Walter Weir, un pintor de la escuela del río Hudson, famoso por sus paisajes.

## Publicación

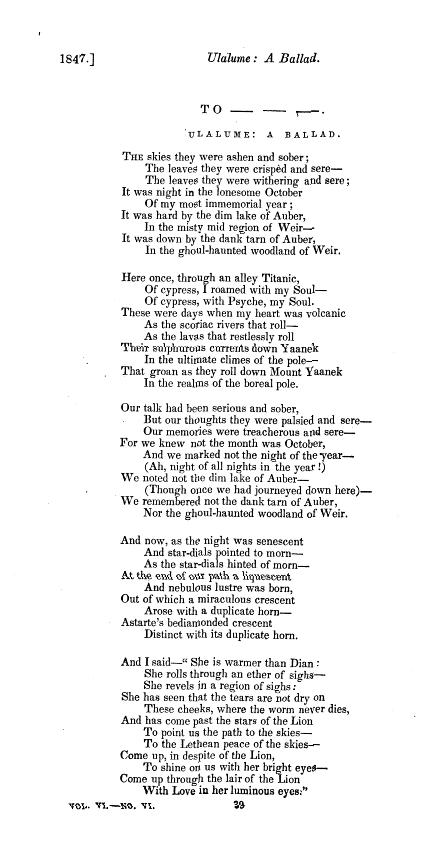
Ulalume como apareció por primera vez en American Review en 1847.

Poe escribió el poema a pedido del reverendo Cotesworth Bronson, que se lo había solicitado para leer en uno de sus sermones. Le pidió algo con «variedad vocal y expresión», pero Bronson decidió no usar el poema que le envió, Ulalume, tras lo cual Poe presentó el poema en la Sartain's Union Magazine, que lo rechazó por ser demasiado denso. Poe probablemente vio el pedido de Bronson como un desafío personal así como una oportunidad de aumentar su renombre, especialmente después de que su anterior poema, El cuervo, también hubiera sido alabado por su estilo elocutivo.
Ulalume - A Ballad (Ulalume - Una balada) fue publicado finalmente, si bien anónimamente, en el American Whig Review en diciembre de 1847. Originalmente, Poe había vendido su ensayo Los fundamentos del verso, entonces sin publicar, al editor del Review, George Hooker Colton. Sin embargo, como Colton no imprimió inmediatamente el manuscrito, Poe lo cambió por Ulalume.
Fue reimpreso por Nathaniel Parker Willis, todavía anónimamente, en el Home Journal con una nota pidiendo saber quién era el autor, a pedido de Poe, para despertar el interés. Algunos, incluido Evert Augustus Duyckinck, presumieron que el autor del poema era Willis. La publicación inicial constaba de 10 estrofas. Rufus Wilmot Griswold, albacea literario de Poe, fue el primero en imprimir Ulalume sin su estrofa final, la que ahora es la versión estandarizada. Poe mismo recitó una vez el poema sin su estrofa final, pero admitió que no era inteligible y que apenas quedaba claro.

## Reacciones de la crítica
Aldous Huxley, en su ensayo "Vulgaridad en la literatura", llama a Ulalume «un caparazón de sonido precioso», dando a entender la falta de sustancia. Huxley usa el poema como ejemplo de que la literatura de Poe es «muy poética», un equivalente a usar un anillo de diamante en cada dedo. El poeta Daniel Hoffman dice que el lector debe «rendir su propia voluntad» al «hechizo hipnótico» del poema y su «métrica de precisión mecánica». «Leer 'Ulalume' es como una comida de mazapán» -dice-; «puede haber alimento en ella, pero los sentidos están embotados por el sabor, y el regusto da dolor de estómago.»
Sin embargo, el poema recibió algunas alabanzas. George Gilfillan comentó en el London Critic:

These, to many, will appear only words; but what wondrous words! What a spell they wield! What a weird unity is in them! The instant they are uttered, a misty picture, with a tarn, dark as a murderer's eye, below, and the thin yellow leaves of October fluttering above, exponents of a misery which scorns the name of sorrow, is hung up in the chambers of your soul forever.
Estas, para muchos, parecerán solo palabras; ¡pero qué maravillosas palabras! ¡Qué hechizo ejercen! ¡Qué extraña unidad hay en ellas! En el instante en que se pronuncian, una brumosa imagen, con un lago abajo, oscuro como los ojos de un asesino, y las delgadas hojas amarillas de octubre revoloteando por encima, el exponente de una miseria que desdeña el nombre de la tristeza, y queda suspendida en las cavidades de tu alma para siempre.

Tras la muerte de Poe, Thomas Holley Chivers declaró que Ulalume era un plagio de uno de sus poemas, y posteriormente realizó varias acusaciones infundadas similares contra él. A pesar de ello, dijo que el poema era «néctar mezclado con ambrosía». Otro amigo de Poe, Henry B. Hirst, sugirió en la edición del 22 de enero de 1848 del Saturday Courier que su amigo había encontrado la «idea principal» del poema en una obra de Thomas Buchanan Read.
Bret Harte compuso una parodia del poema titulada The Willows (Los sauces) presentando al narrador, en compañía de una mujer llamada Mary, quedándose sin crédito en un bar: «Y dije'¿Qué está escrito, dulce hermana,/Al otro lado de la habitación?'/Ella sollozó, mientras respondía, 'Todos los licores/deben pagarse antes de dejar la habitación.'»

## En la cultura popular
En la novela debut de F. Scott Fitzgerald, A este lado del paraíso, el protagonista Amory Blaine recita Ulalume mientras deambula por el campo. Otro personaje, Eleanor Savage, llama a Blaine «el muchacho con cabellos color caoba al que le gusta 'Ulalume'.» Cuando ambos se ven envueltos en una tormenta eléctrica, Savage se ofrece a representar el rol de Psique mientras Blaine recita el poema. En la novela corta de H. P. Lovecraft, En las montañas de la locura, un personaje hace referencia al poema. Mientras mira hacia una montaña, sugiere que la «montaña descubierta en 1840, había sido sin duda motivo de inspiración de Poe cuando este escribió siete años más tarde», seguido de unos versos del poema.